# Gen 13
Gen 13 (Eigenschreibweise Gen¹³) ist ein Zeichentrickfilm aus dem Jahr 1998, der auf der gleichnamigen Comicserie basiert.

## Inhalt
Die Studentin Caitlin Fairchild geht an eine Militärakademie. Als sie klein war, wurden ihre Eltern getötet, da ihr Vater Superkräfte besaß, hat Caitlin auch die Kräfte. An der Militärakademie lernt sie die neuen Freunde Percival Chang und Roxanne Spaulding kennen. Ohne ihr Wissen führen die Schulleiter der Schule Ivana Baiul und Matthew Callahan ein Projekt namens Gen 13 durch, in dem sie genetische Experimente an ihren Schülern durchführen, um sie in Wesen mit Superkräften zu verwandeln. Von nun an sind ihr gefährliche Killer auf den Fersen.

## Produktion und Veröffentlichung
Mitte der 1990er-Jahre sanken die Verkäufe der Comics von WildStorm. In dieser Zeit bekundeten die Walt Disney Studios Interesse an der Entwicklung eines Gen 13-Films. Das Filmprojekt war bereits in Produktion, als Lee Gespräche über den Verkauf von WildStorm an DC Comics begann. Der Verkauf wurde im Januar 1999 abgeschlossen. Als der Film fertig war, beschloss Disney den Film einzustellen, da sie keinen Film mit Verbindungen zu einer konkurrierenden Produktionsfirma vermarkten wollten. Der Film wurde von Buena Vista Pictures vertrieben und am 17. Juli 1998 auf der Wizard-World-Chicago-Convention erstmals gezeigt. Danach erschien eine Videoveröffentlichung in Europa und Australien. Außerdem wurde der Film am 1. August 2010 in Russland auf 2×2 ausgestrahlt.

## Synchronisation
| Figur                        | Synchronsprecher |
| ---------------------------- | ---------------- |
| Caitlin Fairchild            | Alicia Witt      |
| Colonel John „Jack“ Lynch    | John de Lancie   |
| Edward Chang / Grunge        | Flea             |
| Roxy Spaulding / Freefall    | Elizabeth Daily  |
| Matthew Callahan / Threshold | Mark Hamill      |
| Ivana Baiul                  | Lauren Lane      |
| Helga Kleinman               | Cloris Leachman  |

## Rezeption
- Lexikon des internationalen Films: „An japanischen Animes orientierter Zeichentrickfilm, der durch seine holprige Handlung und die grobschlächtige Charakterzeichnung nicht über durchschnittlichen Fernsehserien-Standard hinaus kommt.“[3]